# كاول يوكل
كاول يوكل (مواليد 29 أغسطس 1945) هو لاعب كرة قدم. يلعب مع منتخب تشيكوسلوفاكيا لكرة القدم. سبق له أن لعب في كأس العالم لكرة القدم مع منتخب بلاده.

## روابط خارجية
- كاول يوكل على موقع الاتحاد الدولي (مؤرشف)  (الإنجليزية)
- كاول يوكل على موقع الاتحاد التشيكي (الإنجليزية)
- كاول يوكل على موقع قاعدة بيانات كرة القدم.إي يو (الإنجليزية)
- كاول يوكل على موقع ناشيونال فوتبول تيمز (الإنجليزية)